# لئونه گینزبورگ
لئونه گینزبورگ (به ایتالیایی: Leone Ginzburg) (زاده ۴ آوریل ۱۹۰۹ – درگذشته ۵ فوریه ۱۹۴۴) ویراستار، روزنامه‌نگار و معلم ایتالیایی بود.
گینزبورگ در میهن خود، ایتالیا، به عنوان فعال سیاسی ضد فاشیسم در جنبش مقاومت ایتالیا فعالیت داشته‌است.
او در ۵ فوریه ۱۹۴۴ در رم، زیر شکنجه کشته شد.

## تولد و اوایل زندگی
لئونه گینزبورگ (۴ آوریل ۱۹۰۹ اودسا - ۵ فوریه ۱۹۴۴ رم) نویسنده، ویراستار، روزنامه‌نگار، مدرس، فعال سیاسی ضد فاشیست و از قهرمانان نهضت مقاومت ایتالیا بود. او هم‌چنین همسر نویسنده مشهور، ناتالیا گینزبورگ و پدر تاریخ‌شناس ایتالیایی، کارلو گینزبورگ بود.
او در یک خانواده یهودی در اودسای روسیه به دنیا آمد و بعدها به‌همراه خانواده، ابتدا به برلین و سپس تورین، نقل مکان کرد.

## فعالیت‌های سیاسی
وی از سال ۱۹۲۴ تا ۱۹۲۷، در دبیرستان ماسّیمو د آتسزلیو (Liceo Ginnasio Massimo d’Azeglio) ادبیات کلاسیک را به‌اتمام رساند. این مدرسه، در شکل‌گیری گروهی از روشنفکران و فعالان سیاسی که بعدها علیه رژیم فاشیستی موسولینی، مبارزه و به خلق ایتالیای دموکراتیک بعد از جنگ کمک کردند، نقش داشت. هم‌کلاسی‌های گینزبورگ، روشنفکران مشهوری چون نوربرتو بوبّیو (Norberto Bobbio)، پیهرو گوبِتّی (Piero Gobetti)، چزاره پاوِزه (Cesare Pavese)، جولیو اینائودی (Giulio Einaudi)، ماسّیمو میلا (Massimo Mila)، ویتّوریو فوآ (Vittorio Foa)، جانکارلو پایِتا (Giancarlo Pajetta) و فلیچه بالبو (Felice Balbo) بودند.
در اوایل دهه ۱۹۳۰، گینزبورگ مشغول تدریس زبان‌های اسلاوی و ادبیات روسی در دانشگاه تورین می‌شود و نقش شایانی در معرفی نویسندگان روس به جامعه ایتالیا ایفا می‌کند. او در سال ۱۹۳۳ به‌همراه جولیو اینائودی (Giulio Einaudi)، انتشارات اینائودی (Giulio Einaudi Editore)، از مهم‌ترین انتشاراتی‌های ایتالیا در قرن بیستم و ناشر یادداشت‌های زندان آنتونیو گرامشی (Prison Notebooks)، را تأسیس می‌کند. شغل مدرسی را در ۱۹۳۴ به خاطر امتناع از سوگند وفاداری تحمیلی رژیم فاشیست، از دست می‌دهد.
بعد از آن، گینزبورگ و چهارده جوان یهودی تورینی دیگر، به‌جرم مشارکت در قضیه پونته‌ترزا (Ponte Tresa)، دستگیر شدند. آن‌ها مشغول انتقال جزوه‌ها و کتاب‌های ضد فاشیستی، به آن سوی مرز از طریق سوییس بودند. محکومیت او، سبک بود. اما دوباره در سال ۱۹۳۵ به‌دلیل فعالیتش به‌عنوان رهبر شاخه ایتالیای حزب عدالت و آزادی (Giustizia e Libertà)، همراه با کارلو لوی (Carlo Levi)، که توسط کارلو روسلی (Carlo Rosselli) در پاریس تأسیس شده بود، دستگیر شد. او به چهار سال زندان و پنج سال انفصال از خدمت در ادارات دولتی محکوم می‌شود، اما محکومیتش با دو سال حبس با عفو مشروط، به‌اتمام می‌رسد.
در سال ۱۹۳۸ با ناتالیا لوی (مشهور به ناتالیا گینزبورگ) ازدواج می‌کند. همان سال، شهروندی ایتالیا را به‌خاطر وضع قانون نژادی ضد یهود از سوی رژیم فاشیست، از دست می‌دهد. در سال ۱۹۴۰، گینزبورگ به تبعید داخلی محکوم و به روستایی دورافتاده و محروم در پیتسولی در استان ابروتزو تبعید و از سال ۱۹۴۰ تا ۱۹۴۳ (سقوط دولت فاشیست)، آن‌جا ساکن می‌شود.
در سال‌های تبعید، به‌طریقی کارش را به‌عنوان سرپرست انتشارات اینائودی، ادامه داد. در سال ۱۹۴۲ به‌صورت مخفیانه حزب اقدام (Partito d'Azione) -حزبی از جریان مقاومت دموکراتیک- را تأسیس می‌کند. او هم‌چنین سردبیر روزنامه این حزب، ایتالیای آزاد (L'Italia Libera)، می‌شود.
در سال ۱۹۴۳ و بعد از حمله متفقین به سیسیل و سقوط موسولینی، لئونه گینزبورگ به رم می‌رود و خانواده‌اش را در ابروتزو ترک می‌کند. زمانی که آلمان نازی در سپتامبر همان سال، به ایتالیا حمله می‌کند، ناتالیا گینزبورگ و سه فرزندش، از پیتسولی فرار می‌کنند. آنان سوار کامیون آلمانی‌ها شده، به‌دروغ گفتند که پناهنده‌های جنگی هستند و مدارک خود را گم کرده‌اند. بدین طریق، به رم رفته، با لئونه دیدار می‌کنند و در مخفیگاهی سکونت می‌گزیدند.

## دستگیری و مرگ
در ۲۰ نوامبر ۱۹۴۳، لئونه که با نام جعلی لئونیدا جانتورکو (Leonida Gianturco) فعالیت می‌کرد، توسط پلیس ایتالیا، در دفتر انتشاراتی مخفیانه روزنامه ایتالیای آزاد، دستگیر شد. او سپس به بخش آلمانی زندان رجینا کوئلی (Regina Coeli)، منتقل و به‌دلیل سرباز زدن از همکاری، توسط آلمانی‌ها، به‌شدت شکنجه می‌شود. وی سرانجام در سحرگاه ۵ فوریه ۱۹۴۴ و زمانی که تنها ۳۴ سال سن داشت، در زندان بر اثر شکنجه‌های وحشیانه، جان سپرد.